# Ola de calor en Argentina en 2015
La ola de calor en Argentina de diciembre de 2015 fue un fenómeno meteorológico caracterizado por un marcado y sostenido aumento en las temperaturas, especialmente las máximas, ocurriendo en varias ciudades, por encima de lo considerado extremo.

El Servicio Meteorológico Nacional comunicó, a través de sus partes diarios, informes sobre el desarrollo de la ola de calor.
El fenómeno se desarrolló en el centro norte del país y en el norte de la Patagonia.

## Temperaturas máximas registradas
| Temperaturas máximas registradas durante la ola de calor | Temperaturas máximas registradas durante la ola de calor | Temperaturas máximas registradas durante la ola de calor | Temperaturas máximas registradas durante la ola de calor |
| -------------------------------------------------------- | -------------------------------------------------------- | -------------------------------------------------------- | -------------------------------------------------------- |
| Estación Meteorológica                                   | Provincia                                                | Fecha                                                    | Temperatura (°C)                                         |
| San Antonio Oeste                                        | Río Negro                                                | 28 de diciembre de 2015                                  | 41.6 °C                                                  |
| San Juan                                                 | San Juan                                                 | 27 de diciembre de 2015                                  | 41.0 °C                                                  |
| Santiago del Estero                                      | Santiago del Estero                                      | 27 de diciembre de 2015                                  | 40.5 °C                                                  |
| Villa de María del Río Seco                              | Córdoba                                                  | 27 de diciembre de 2015                                  | 40.2 °C                                                  |
| Victorica                                                | La Pampa                                                 | 27 de diciembre de 2015                                  | 40.1 °C                                                  |
| Presidencia Roque Sáenz Peña                             | Chaco                                                    | 22 de diciembre de 2015                                  | 39.6 °C                                                  |
| Río Colorado                                             | Río Negro                                                | 27 de diciembre de 2015                                  | 39.6 °C                                                  |
| Orán                                                     | Salta                                                    | 23 de diciembre de 2015                                  | 39.5 °C                                                  |
| Catamarca                                                | Catamarca                                                | 27 de diciembre de 2015                                  | 39.2 °C                                                  |
| La Rioja                                                 | La Rioja                                                 | 23 de diciembre de 2015                                  | 39.0 °C                                                  |
| General Pico                                             | La Pampa                                                 | 27 de diciembre de 2015                                  | 39.0 °C                                                  |
| San Martín                                               | Mendoza                                                  | 26 de diciembre de 2015                                  | 39.0 °C                                                  |
| Villa Dolores                                            | Córdoba                                                  | 27 de diciembre de 2015                                  | 38.8 °C                                                  |
| Chamical                                                 | La Rioja                                                 | 27 de diciembre de 2015                                  | 38.7 °C                                                  |
| Bahía Blanca                                             | Buenos Aires                                             | 28 de diciembre de 2015                                  | 38.6 °C                                                  |
| Santa Rosa                                               | La Pampa                                                 | 28 de diciembre de 2015                                  | 38.5 °C                                                  |
| Pilar                                                    | Córdoba                                                  | 27 de diciembre de 2015                                  | 38.5 °C                                                  |
| Mendoza                                                  | Mendoza                                                  | 26 de diciembre de 2015                                  | 38.4 °C                                                  |
| Tartagal                                                 | Salta                                                    | 23 de diciembre de 2015                                  | 38.3 °C                                                  |
| San Luis                                                 | San Luis                                                 | 27 de diciembre de 2015                                  | 38.0 °C                                                  |
| Villa Reynolds                                           | San Luis                                                 | 27 de diciembre de 2015                                  | 38.0 °C                                                  |
| Neuquén                                                  | Neuquén                                                  | 25 de diciembre de 2015                                  | 37.7 °C                                                  |
| Río Cuarto                                               | Córdoba                                                  | 27 de diciembre de 2015                                  | 37.6 °C                                                  |
| Tres Arroyos                                             | Buenos Aires                                             | 27 de diciembre de 2015                                  | 37.6 °C                                                  |
| Las Lomitas                                              | Formosa                                                  | 27 de diciembre de 2015                                  | 37.5 °C                                                  |
| Jujuy                                                    | Jujuy                                                    | 23 de diciembre de 2015                                  | 37.3 °C                                                  |
| Tinogasta                                                | Catamarca                                                | 27 de diciembre de 2015                                  | 37.2 °C                                                  |
| Viedma                                                   | Río Negro                                                | 28 de diciembre de 2015                                  | 37.2 °C                                                  |
| Mar del Plata                                            | Buenos Aires                                             | 28 de diciembre de 2015                                  | 37.1 °C                                                  |
| San Rafael                                               | Mendoza                                                  | 25 y 28 de diciembre de 2015                             | 37.0 °C                                                  |
| Junín                                                    | Buenos Aires                                             | 25 de diciembre de 2015                                  | 36.6 °C                                                  |
| Reconquista                                              | Santa Fe                                                 | 22 de diciembre de 2015                                  | 36.6 °C                                                  |
| Córdoba                                                  | Córdoba                                                  | 27 de diciembre de 2015                                  | 36.5 °C                                                  |
| Chepes                                                   | La Rioja                                                 | 27 de diciembre de 2015                                  | 36.4 °C                                                  |
| Resistencia                                              | Chaco                                                    | 22 de diciembre de 2015                                  | 36.2 °C                                                  |
| Puerto Madryn                                            | Chubut                                                   | 28 de diciembre de 2015                                  | 36.2 °C                                                  |
| Ceres                                                    | Santa Fe                                                 | 27 de diciembre de 2015                                  | 36.0 °C                                                  |
| Formosa                                                  | Formosa                                                  | 23 de diciembre de 2015                                  | 36.0 °C                                                  |
| Laboulaye                                                | Córdoba                                                  | 27 de diciembre de 2015                                  | 35.8 °C                                                  |
| Azul                                                     | Buenos Aires                                             | 28 de diciembre de 2013                                  | 35.5 °C                                                  |
| Villa Gesell                                             | Buenos Aires                                             | 28 de diciembre de 2015                                  | 35.4 °C                                                  |
| Corrientes                                               | Corrientes                                               | 22 de diciembre de 2015                                  | 35.2 °C                                                  |
| Pigüé                                                    | Buenos Aires                                             | 27 de diciembre de 2015                                  | 35.1 °C                                                  |
| Bolívar                                                  | Buenos Aires                                             | 28 de diciembre de 2015                                  | 35.0 °C                                                  |
| Ezeiza                                                   | Buenos Aires                                             | 28 de diciembre de 2015                                  | 35.0 °C                                                  |
| Gualeguaychú                                             | Entre Ríos                                               | 28 de diciembre de 2015                                  | 34.8 °C                                                  |
| Ciudad de Buenos Aires (Villa Ortúzar)                   | Ciudad de Buenos Aires (Villa Ortúzar)                   | 28 de diciembre de 2015                                  | 34.8 °C                                                  |
| Tucumán                                                  | Tucumán                                                  | 23 de diciembre de 2015                                  | 34.7 °C                                                  |
| Dolores                                                  | Buenos Aires                                             | 25 de diciembre de 2015                                  | 34.7 °C                                                  |
| Rafaela                                                  | Santa Fe                                                 | 27 de diciembre de 2015                                  | 34.6 °C                                                  |
| Salta                                                    | Salta                                                    | 23 de diciembre de 2015                                  | 34.6 °C                                                  |
| Posadas                                                  | Misiones                                                 | 22 de diciembre de 2015                                  | 34.6 °C                                                  |
| Cipolletti                                               | Río Negro                                                | 27 de diciembre de 2015                                  | 34.6 °C                                                  |
| Marcos Juárez                                            | Córdoba                                                  | 27 de diciembre de 2015                                  | 34.6 °C                                                  |
| Las Flores                                               | Buenos Aires                                             | 28 de diciembre de 2015                                  | 34.5 °C                                                  |
| Rosario                                                  | Santa Fe                                                 | 28 de diciembre de 2015                                  | 34.4 °C                                                  |
| Santa Fe (Sauce Viejo)                                   | Santa Fe                                                 | 28 de diciembre de 2015                                  | 34.1 °C                                                  |
| Paraná                                                   | Entre Ríos                                               | 28 de diciembre de 2015                                  | 33.6 °C                                                  |
| Puerto Iguazú                                            | Misiones                                                 | 22 de diciembre de 2015                                  | 33.6 °C                                                  |
| Malargüe                                                 | Mendoza                                                  | 26 de diciembre de 2015                                  | 33.6 °C                                                  |
| La Plata                                                 | Buenos Aires                                             | 27 y 28 de diciembre de 2015                             | 33.0 °C                                                  |
| Maquinchao                                               | Río Negro                                                | 25 de diciembre de 2015                                  | 33.0 °C                                                  |
| Concordia                                                | Entre Ríos                                               | 28 de diciembre de 2015                                  | 32.9 °C                                                  |
| Monte Caseros                                            | Corrientes                                               | 27 de diciembre de 2015                                  | 32.8 °C                                                  |
| Paso de los Libres                                       | Corrientes                                               | 27 de diciembre de 2015                                  | 32.5 °C                                                  |
| Ciudad de Buenos Aires (Aeroparque Jorge Newbery)        | Ciudad de Buenos Aires (Aeroparque Jorge Newbery)        | 28 de diciembre de 2015                                  | 32.1 °C                                                  |

## Consecuencias

### Salud
El Servicio Meteorológico Nacional y el Ministerio de Salud advirtieron a la población de las ciudades y alrededores de Buenos Aires y Rosario sobre los riesgos a evitar y los cuidados básicos a seguir por parte de la población frente a calores intensos. Se declaró el Alerta Amarilla para los alrededores de Rosario, y el alerta naranja para Buenos Aires.

### Energía
Durante las jornadas de altas temperaturas ocurrieron diversos cortes de electricidad en varios puntos del país.